# Comuna de Piątnica
Piątnica (polaco: Gmina Piątnica) é uma gminy (comuna) na Polónia, na voivodia de Podláquia e no condado de Łomża. A sede do condado é a cidade de 1999.
De acordo com os censos de 2004, a comuna tem 10 575 habitantes, com uma densidade 48,4 hab/km².

## Área
Estende-se por uma área de 218,69 km², incluindo:
- área agricola: 74%
- área florestal: 18%

## Demografia
Dados de 30 de Junho 2004:
|                      | Total   | Total | Mulheres | Mulheres | Homens  | Homens |
| -------------------- | ------- | ----- | -------- | -------- | ------- | ------ |
|                      | pessoas | %     | pessoas  | %        | pessoas | %      |
| População            | 10 575  | 100   | 5204     | 49,2     | 5371    | 50,8   |
| Densidade (pop./km²) | 48,4    | 100   | 23,8     | 23,8     | 24,6    | 24,6   |

De acordo com dados de 2002, o rendimento médio per capita ascendia a 1242,18 zł.

## Comunas vizinhas
- Łomża, Łomża, Jedwabne, Mały Płock, Stawiski, Wizna